# Équipe du Luxembourg féminine de rugby à XV
L'équipe du Luxembourg de rugby à XV féminin est une sélection des meilleures joueuses du Luxembourg pour disputer les principales compétitions internationales ou affronter d'autres équipes nationales en test matchs. Elle a notamment joué le premier match international officiel de rugby à XV féminin en 2007.

## Histoire
L'équipe du Luxembourg joue son premier match international officiel de rugby à XV féminin en 2007, à Louvain, face à la Belgique qui se solde par large défaite 73 - 0. L'histoire de l'équipe du Luxembourg se résume actuellement à une participation en 2007 au Trophée européen féminin organisé par la FIRA.